# Seleções campeãs mundiais de futebol
Esta lista inclui as seleções de futebol campeãs mundiais reconhecidas pela FIFA.

## História

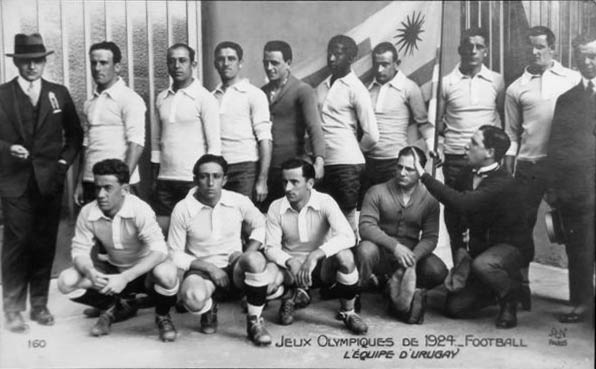
Uruguai campeão olímpico 1924 em Paris.

A Seleção do Uruguai em nível internacional ganhou duas Copa do Mundo FIFA (a primeira edição do 1930 e a quarta em 1950) e duas medalhas de ouro nos Jogos Olímpicos (1924 e 1928), as únicas duas edições reconhecidas pela FIFA como campeonatos mundiais.
A decisão de reconhecer os dois torneios olímpicos anteriores à Copa do Mundo como campeonatos mundiais foi tomada em 1924. A federação mundial, havia estabelecido que se os torneios olímpicos fossem disputados de acordo com as regras da FIFA, seriam reconhecidos como campeonatos mundiais (até a criação da Copa do Mundo FIFA em 1930). No entanto, não está especificado no documento disponível, se a decisão foi simbólica ou oficial, ou seja, se a decisão foi escrita com documentos oficiais do Conselho da FIFA ou não.
A prova do campeonato mundial foi criada por desentendimentos entre o Comité Olímpico Internacional e a FIFA, principalmente pelas regras de profissionalismo, que, no entanto, desde as edições de 1924 e 1928, era permitida com a adaptação do regulamento olímpico. 
O torneio olímpico era considerado um torneio mundial, por isso surge, a competição internacional de maior prestígio. No entanto, o amadorismo se espalhou mesmo após a chegada da Copa do Mundo da FIFA.
Embora a FIFA não promova a unificação estatística dos torneios, a oficialidade dos títulos de "campeões mundiais" foi confirmada da autorização da federação mundial, que permitiu a La Celeste a afixar 4 estrelas na camisa.
De acordo com os regulamentos da FIFA, cada estrela equivale a uma Copa do Mundo. Conseqüentemente, os títulos olímpicos foram equiparados aos campeonatos mundiais.
Outra confirmação chegou de um livro oficial publicado pela FIFA em 1984 que contém uma seção que atesta, com documentos oficiais da época, a posição do Uruguai como legitimo tetracampeão mundial.
Em 2016, o livro "100 años de gloria. La verdadera historia del fútbol uruguayo" (o que contém os conceitos expressos no livro da FIFA) foi apresentado em presença do presidente da FIFA, Gianni Infantino.

## Mudança de posição da FIFA em 2021
Em agosto 2021, a FIFA solicitou à federação uruguaia que removesse 2 estrelas do uniforme de jogo. A confirmação foi do diretor de competições e membro do Conselho Executivo da Asociación Uruguaya de Fútbol, Jorge Casales.
Casales afirmou que a AUF tentará recorrer da decisão, mostrando que os dois campeonatos olímpicos de 1924 e 1928 foram reconhecidos como campeonatos mundiais. A decisão deve ser tomada pelo Conselho da FIFA, como no caso da Copa Intercontinental.
Em outubro de 2021, a FIFA parece ter reconhecido definitivamente os títulos como válidos, sendo campeonatos mundiais da era amadora (precedentes à criação da primeira Copa do Mundo de Futebol) permitindo que Uruguay colocasse 4 estrelas na camisa; no entanto, nenhum documento oficial foi tornado público.

## Títulos

### Por seleções
| Seleção    | Títulos                           |
| ---------- | --------------------------------- |
| Brasil     | 5 (1958, 1962, 1970, 1994 e 2002) |
| Uruguai    | 4 (1924*, 1928*, 1930 e 1950)     |
| Itália     | 4 (1934, 1938, 1982 e 2006)       |
| Alemanha   | 4 (1954, 1974, 1990 e 2014)       |
| Argentina  | 3 (1978, 1986 e 2022)             |
| França     | 2 (1998 e 2018)                   |
| Inglaterra | 1 (1966)                          |
| Espanha    | 1 (2010)                          |

- *Torneio Olímpico (nome oficial:  Torneio Olímpico de Futebol Masculino) oficialmente reconhecido pela FIFA como título mundial.

#### Por continente
| Pos. | Continente     | Títulos |
| ---- | -------------- | ------- |
| 1    | Europa         | 12      |
| 2    | América do Sul | 10      |